# آلیس همیلتون
آلیس همیلتون (به انگلیسی: Alice Hamilton) متولد (۲۷ فوریه ۱۸۶۹–۲۲ سپتامبر ۱۹۷۰) اولین زنی است که به ریاست دانشگاه هاروارد منصوب گشت. او بیشتر در حوزه سلامت شغلی فعالیت داشت و یکی از بنیانگذاران سم‌شناسی صنعتی در دنیاست.

## زندگی‌نامه
وی در تاریخ ۲۷ فوریه ۱۸۶۹ میلادی در شهر فورت وین ایالت ایندیانا به دنیا آمد. وی دومین دختر خانواده از بین چهار دختر خانواده بود. وی تحصیلات ابتدایی‌اش را مدرسه دوشیزه پورتر در شهر فارمینگتون ایالت کنتیکت گذراند. در سال ۱۸۹۳ میلادی مدرک دکترای خود را در رشته پزشکی دانشگاه میشیگان اخذ کرد و دوره کارآموزی‌اش را در بخش کودکان و زنان بیمارستان مینیاپولیس به پایان رساند. وی برای ادامه تحصیلات عالی به میشیگان سفر کرد و در آن‌جا از دانشگاه پزشکی زنان به درجه پروفسوری در رشته آسیب‌شناسی نائل شد. وی در سال ۱۹۷۰ میلادی در سن صد و یک سالگی درگذشت.